# Миссия невыполнима: Финальная расплата
«Миссия невыполнима: Финальная расплата» (англ. Mission: Impossible – The Final Reckoning) — американский шпионский боевик, снятый режиссёром Кристофером Маккуорри, который также продюсирует его вместе с Томом Крузом. Фильм основан на телесериале «Миссия невыполнима» режиссёра Брюса Геллера, а также является продолжением фильма «Миссия невыполнима: Смертельная расплата». Кроме того, это восьмой и последний основной фильм в серии фильмов «Миссия невыполнима». Том Круз вернулся в восьмом фильме в качестве главного героя серии Итана Ханта, которого он играет уже 29 лет (с момента выхода первого фильма). Генри Черни, Саймон Пегг, Хейли Этвелл, Шей Уигем и Пом Клементьефф также возвращаются к своим ролям из предыдущих фильмов серии. Эсай Моралес также вернулся из седьмого фильма в роли антагониста.
В январе 2019 года Круз объявил, что седьмой и восьмой фильмы «Миссия невыполнима» будут сняты одновременно, а Маккуорри выступит в качестве соавтора и режиссёра обоих фильмов. Планы на восьмой фильм позже изменились в феврале 2021 года. Вскоре после этого были объявлены возвращающиеся и новые актёры, включая Лорна Балфа, который написал музыку для двух других фильмов франшизы, а также вернулся, чтобы написать музыку для «Финальной расплаты». Однако Балф позже покинул производство и был заменён его давними коллегами Максом Аруджем и Элфи Годфри.
Съёмки начались в марте 2022 года в Великобритании. Другие места съёмок включали Мальту, Южную Африку и Норвегию. Производство было остановлено в июле 2023 года из-за забастовки Гильдии киноактёров США, возобновлено в марте 2024 года и завершено в ноябре 2024 года. Фильм, первоначально называвшийся «Миссия невыполнима: Смертельная расплата. Часть вторая», лишился подзаголовка в октябре 2023 года, а новый подзаголовок был объявлен в ноябре 2024 года. С предполагаемым бюджетом в 300—400 миллионов долларов картина стала одной из самых дорогих, из когда-либо созданных.
Мировая премьера «Финальной расплаты» состоялась в Токио 5 мая 2025 года. 14 мая он был показан вне конкурса на 78-м Каннском кинофестивале, а 23 мая выпущен в прокат в США компанией Paramount Pictures. Фильм получил положительные отзывы критиков.

## Сюжет
Действие фильма происходит после событий, рассказанных в фильме «Миссия невыполнима: Смертельная расплата». Спустя два месяца после извлечения ключевой камеры из «Севастополя», агенты Итан Хант и Грейс преследуют Габриэля — агента, ранее работавшего на искусственный интеллект, известный как Сущность. В посольстве США в Лондоне, Габриэль захватывает их и принуждает Итана извлечь для него основной модуль, который, как выяснилось, является «Кроличьей лапкой», найденной на затонувшей российской подводной лодке «Севастополь». Этот модуль даст ему контроль над исходным кодом Сущности. Итан и Грейс сбегают с помощью агента ОМН Бенджи Данна и новых рекрутов — Пэрис и Тео Дега. Они обнаруживают саркофаг, который Габриэль использовал для связи с Сущностью, показывающей Итану видение грядущего ядерного апокалипсиса. Он понимает, что Сущности нужен доступ к защищённому цифровому бункеру в Южной Африке, чтобы обеспечить своё выживание.
Итан отправляет свою команду за координатами «Севастополя», в то время как он воссоединяется с тяжелобольным Лютером Стикеллом для обезвреживания ядерного устройства, установленного Габриэлем в Лондоне. Лютер рассказывает, что разработал вредоносное ПО для Сущности под названием «Ядовитая пилюля», но Габриэль украл его. Пожертвовав собой, Лютер остаётся, чтобы остановить бомбу. Итана арестовывают оперативники ЦРУ во главе с Джаспером Бриггсом (который оказывается Джеймсом Фелпсом-младшим — сыном первоначального руководителя команды Итана Джима Фелпса) и доставляют в секретный бункер в глубине США, где он обращается к президенту США, бывшему директору ЦРУ Эрике Слоун, которая призывает к сотрудничеству из-за усиливающегося контроля Сущности над мировыми ядерными системами (контроль остаётся у России, США, Китая и Великобритании). За четыре дня до начала глобальных ударов Итан убеждает Слоун и Совет национальной безопасности позволить ему действовать независимо для поиска «Севастополя», несмотря на возражения нынешнего директора ЦРУ Юджина Киттриджа.
Команда Итана отправляется на остров Святого Матвея в Беринговом море, где находится гидролокационная система времён Холодной войны, обнаружившая место крушения «Севастополя». Там они находят бывшего аналитика ЦРУ Уильяма Донлоу, сосланного на остров десятилетия назад после взлома Итаном штаб-квартиры ЦРУ и кражи списка агентов. Донлоу показывает координаты «Севастополя», узнав сигнатуру гидролокатора. Пока отряд сдерживает российских спецназовцев, Донлоу передаёт координаты подводной лодки.
Итан присоединяется к авианосцу USS George H.W. Bush, который доставляет его к подводной лодке USS "Ohio" в северной части Тихого океана для погружения к затонувшему «Севастополю». С помощью технологичного гидрокостюма он пробирается на подводную лодку, извлекает модуль, но случайно запускает ее и лодка медленно скользит вниз по континентальному шельфу. Едва спасшись от опасности и пережив декомпрессионную болезнь — его спасают Грейс и Таписа с помощью портативной декомпрессионной камеры — Итан воссоединяется с командой. Он выдвигает план использования «Ядовитой пилюли» для загрузки и изоляции Сущности на физическом носителе, заперев её от внешнего мира. Итан подозревает, что Габриэль уже ждёт в южноафриканском бункере с этим модулем, чтобы захватить контроль над Сущностью.
Команда прибывает в бункер в Южной Африке, но обнаруживает его заброшенным — там только Габриэль и его команда. Он показывает ещё одно ядерное устройство, аналогичное тому, которое пытался обезвредить Лютер в Лондоне, с двадцатиминутным обратным отсчётом и требует модуль. Итан соглашается, однако передачу прерывает прибывший на место Киттридж — он хочет контролировать Сущность в США. В результате активируется бомба во время перестрелки; Габриэль убегает, Итан его преследует. Пэрис проводит экстренную операцию по спасению тяжело раненого Бенджи Данна; одновременно Грейс занимается перезагрузкой систем бункера для перехвата Сущности. Донлоу помогает команде выиграть время до взрыва бомбы.
Итан Хант преследует Габриэля на биплане и забирается на его самолёт в воздухе. Габриэль не может избавиться от Итана и прыгает с парашютом — погибая при ударе о хвост самолёта. Итан находит второй парашют, сбегает с «Ядовитой пилюлей» и объединяет её с модулем для загрузки; Грейс завершает процесс. Киттридж и Бриггс находят Итана: первый расстроен тем фактом, что Итан передаёт уничтоженный модуль «Севастополя», тогда как второй заключает с ним мир.
В финале команда ОМН собирается в Лондоне, Грейс передаёт Итану изолированный диск с Сущностью. Члены команды наблюдают за этим и расходятся, а Итан растворяется в толпе.

## В ролях
| Актёр               | Роль                                                            |
| ------------------- | --------------------------------------------------------------- |
| Том Круз            | агент IMF Итан Хант                                             |
| Хейли Этвелл        | Грейс                                                           |
| Саймон Пегг         | техн. полевой агент IMF Бенджи Данн                             |
| Винг Рэймс          | комп. техник IMF Лютер Стикелл                                  |
| Эсай Моралес        | Габриэль                                                        |
| Пом Клементьефф     | Пэрис                                                           |
| Генри Черни         | бывший директор IMF, директор ЦРУ Юджин Киттридж                |
| Анджела Бассетт     | бывший директор ЦРУ, ныне президент США Эрика Слоун             |
| Шей Уигем           | агент американской разведки Джаспер Бриггс / Джим Фелпс-младший |
| Грег Тарзан Дэвис   | напарник Бриггса Дэгас                                          |
| Холт Маккэлани      | министр обороны Серлинг Бернстайн                               |
| Джанет Мактир       | госсекретарь Уолтерс                                            |
| Ник Офферман        | генерал Сидни                                                   |
| Чарльз Парнелл      | глава УНР Ричардс                                               |
| Марк Гэтисс         | глава АНБ Ангстром                                              |
| Ханна Уоддингем     | командующий авианосной ударной группой, контр-адмирала Нили     |
| Трэмелл Тиллман     | командующий подводной лодкой USS Ohio, капитан Джек Бледсоу     |
| Рольф Саксон        | аналитик ЦРУ Уильям Данлоу                                      |
| Люси Тулугарджук    | жена Данлоу Таписса                                             |
| Павел Лычников      | капитан Кольцов                                                 |
| Кэти О'Брайан       | водолаз ВМС США на борту USS Ohio Кодиак                        |
| Стивен Оянг         | водолаз ВМС США на борту USS Ohio Пиллс                         |
| Пол Бульон          | водолаз ВМС США на борту USS Ohio Ширли                         |
| Томас Паредес       | водолаз ВМС США на борту USS Ohio Хагар                         |
| Марцин Дороциньский | капитан Севастополя                                             |
| Кэри Элвес          | Директор Национальной разведки Денлингер (архивные кадры)       |
| Мариэла Гаррига     | девушка из прошлого Итана Мари (архивные кадры)                 |

## Производство
14 января 2019 года Том Круз объявил, что седьмой и восьмой фильм франшизы «Миссия невыполнима» будут сниматься одновременно, а Маккуорри напишет сценарий для обоих фильмов, которые выйдут 23 июля 2021 года и 5 августа 2022 года. В феврале Фергюсон подтвердила своё возвращение в седьмой части фильма, а Хейли Этвелл и Пом Клементьефф присоединились к актёрскому составу фильма в сентябре. В декабре Саймон Пегг подтвердил своё возвращение в фильм, в то время как Шей Уигем также должен был вернуться в состав.
Николас Холт присоединился к актёрскому составу в январе 2020 года вместе с Генри Черни, который снова сыграет роль Юджина Китриджа впервые после первого фильма 1996 года. Ванесса Кирби также объявила, что вернётся в седьмом и восьмом фильме. Однако из-за конфликтов в расписании Холт был заменён Эсаи Моралесом в обоих фильмах.

### Съёмки
В феврале 2021 года Deadline Hollywood сообщил, что фильм больше не будет сниматься одновременно с седьмым фильмом серии. В ноябре, как стало известно, режиссёр был в процессе переписывания сценария фильма, и съёмки начались вскоре после завершения производства седьмого фильма серии. 24 марта 2022 года Collider сообщил о начале съёмок под рабочим названием Миссия невыполнима: Смертельная расплата. Часть вторая. В декабре 2022 года стало известно, что съёмки в Великобритании завершены. Затем съёмочная группа переехала в Апулию, чтобы продолжить съёмки на борту авианосца «Джордж Буш». В июле 2023 года съёмки приостановили из-за забастовки Гильдии киноактёров США. В октябре 2023 года название фильма лишилось подзаголовка «Смертельная расплата. Часть вторая». Съёмки фильма возобновились в марте 2024 года. Согласно интервью Круза и Paramount, опубликованному The Hollywood Reporter в ноябре 2024 года, съёмки фильма завершены, и в настоящее время находится на стадии пост-производства.

### Трюки
На сцену, в которой герой Круза цепляется за крыло биплана, чтобы не упасть, и забирается по нему обратно, актёра вдохновило видео из TikTok.
Том Круз попал в Книгу рекордов Гиннесса за самое большое число прыжков с горящим парашютом, выполненных одним человеком — он выполнил 16 дублей с этим трюком.

## Премьера
Изначально запланированная на 5 августа 2022 года премьера три раза переносилась в связи с пандемией COVID-19: на 4 ноября 2022 года, на 7 июля 2023 и на 28 июня 2024 года, о чём Paramount Pictures и Skydance объявили 21 января 2022 года.
«Миссия невыполнима: Финальная расплата» вышел в кинотеатрах 23 мая 2025 года.

## Восприятие

### Кассовые сборы
В Соединённых Штатах и Канаде «Финальная расплата» был выпущен одновременно с «Лило и Стич» и, по прогнозам, за четыре дня Дня поминовения собрал 80-110 миллионов долларов. Фильм собрал 24,8 миллиона долларов в первый день, включая предварительные кассовые сборы в четверг, что является рекордом для франшизы.

### Критика
На сайте- агрегаторе рецензий Rotten Tomatoes 80 % из 298 рецензий критиков положительные. Консенсус сайта гласит: «Гигантский по действию, хронометражу и масштабу, „Финальная расплата“ — сентиментальное прощание с Итаном Хантом, который выполняет свою миссию с характерным талантом к невозможному». Metacritic, который использует средневзвешенный показатель, присвоил фильму оценку 67 из 100 на основе 56 рецензий критиков, что указывает на «в целом благоприятные» рецензии. Зрители, опрошенные CinemaScore, дали фильму среднюю оценку «A-» по шкале от A+ до F, в то время как опрошенные PostTrak дали ему 89 % общей положительной оценки, при этом 79 % заявили, что определённо рекомендовали бы фильм.

### Рекорды
4 июня 2025 года исполнитель главной роли Том Круз был включён в Книгу рекордов Гиннесса за самое большое число прыжков с подожжённым парашютом, совершённых одним человеком. На съёмках картины актёр выполнил этот трюк 16 раз, чтобы получить лучший дубль, который вошёл в итоговую версию фильма. Также по итогам кассовых сборов очередной серии франшизы был зафиксирован рекорд Круза по участию в самой длинной киносерии из тех, что собирали более 100 млн миллионов долларов в прокате.

## Будущее
В июне 2023 года Кристофер Маккуорри сказал Fandango, что предыдущий и данный фильм не станут концом серии, и они разрабатывают идеи для будущих частей. В июле 2023 года, во время промоушена седьмого фильма, Круз выразил заинтересованность в продолжении съёмок в других фильмах серии в роли Итана Ханта, несмотря на то, что оба фильма были объявлены как прощание с персонажем. В мае 2025 года во время премьеры этого фильма в Нью-Йорке Круз сказал The Hollywood Reporter, что этот фильм — последний во франшизе, добавив, что фильм не зря называется «Финальная расплата».